# Zellsee
Der Zellsee ist ein künstlicher See auf dem Gebiet der Gemeinde Wessobrunn im Landkreis Weilheim-Schongau in Oberbayern, Deutschland. Der eutrophe See liegt auf einer Höhe von 587 m über dem Meeresspiegel, ist etwa 100 ha groß und dient der Fischzucht. Der See bildet deswegen kein einheitliches Gewässer, sondern ist zurzeit in etwa vierzig Fischteiche unterteilt, von denen die beiden größten 25 und 29 ha Fläche haben. Er entstand, als der Wessobrunner Abt Ulrich von Höhenkirchen 1414 die Rott mit einem Damm aufstauen ließ, um eine bessere Fischversorgung für sein Kloster zu gewährleisten. Zur Gewinnung von Streuwiesen wurde er 1843 teilweise wieder trockengelegt und schrumpfte dadurch auf eine Fläche von etwa 85 ha. Die Rott, die bis zum nördlichen Seeende noch Rottgraben heißt, fließt durch den See. Der See befindet sich im Privatbesitz der Familie von Papen und ist kein Badesee. Seit 2006 bilden der See und sein Umland ein 161 ha großes Europäisches Vogelschutzgebiet (FFH- und SPA-Gebiet), das Brut-, Nahrungs- und Rast-Habitate für seltene Vogelarten wie zum Beispiel dem Schwarzmilan, der Rohrweihe und dem Fischadler bietet. Am Nordufer liegen die beiden Weiler Zellsee und Weghaus, in der Nähe des südwestlichen Ufers der Weiler Moosmühle.